# کنستانتینوس لازاروس
کنستانتینوس لازاروس (یونانی: Κωνσταντίνος Λάζαρος؛ ۱ ژانویهٔ ۱۸۷۷ – تاریخ ورودی نامعتبر است) ورزشکار دو و میدانی اهل یونان بود.